# Drachenhaus (Potsdam)

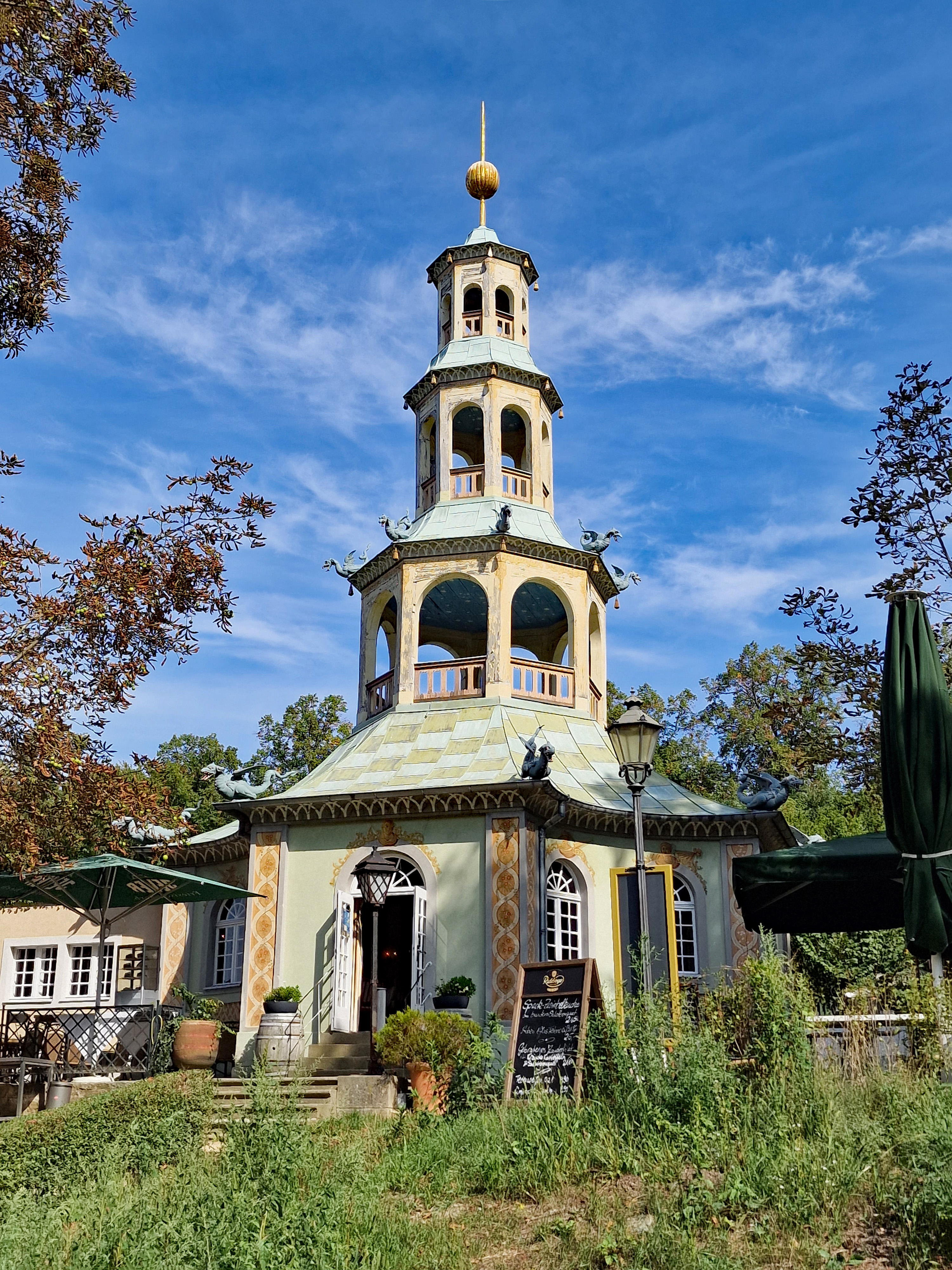
Drachenhaus 2019

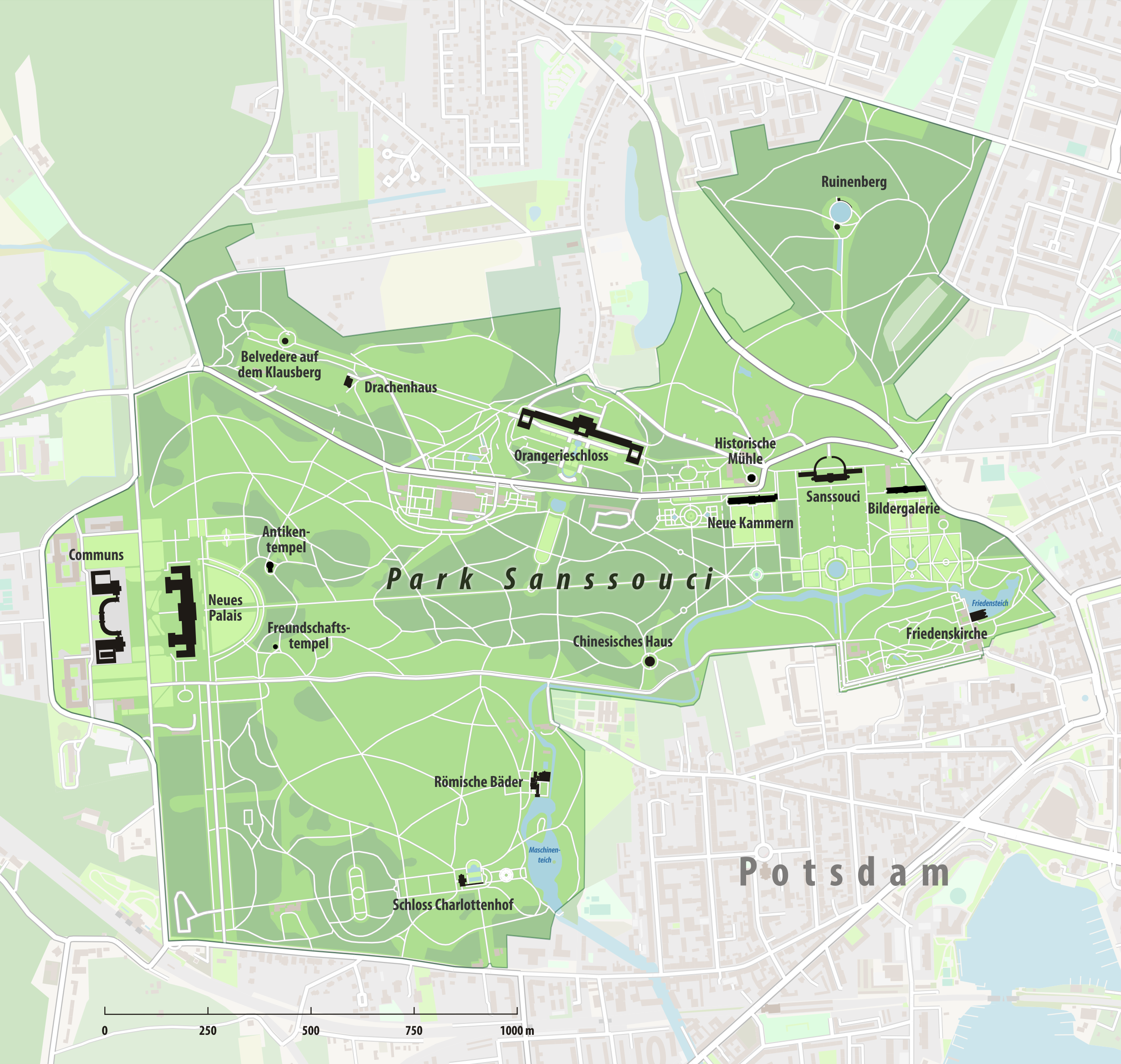
Das Drachenhaus liegt am Nordrand der Parkanlage von Sanssouci.

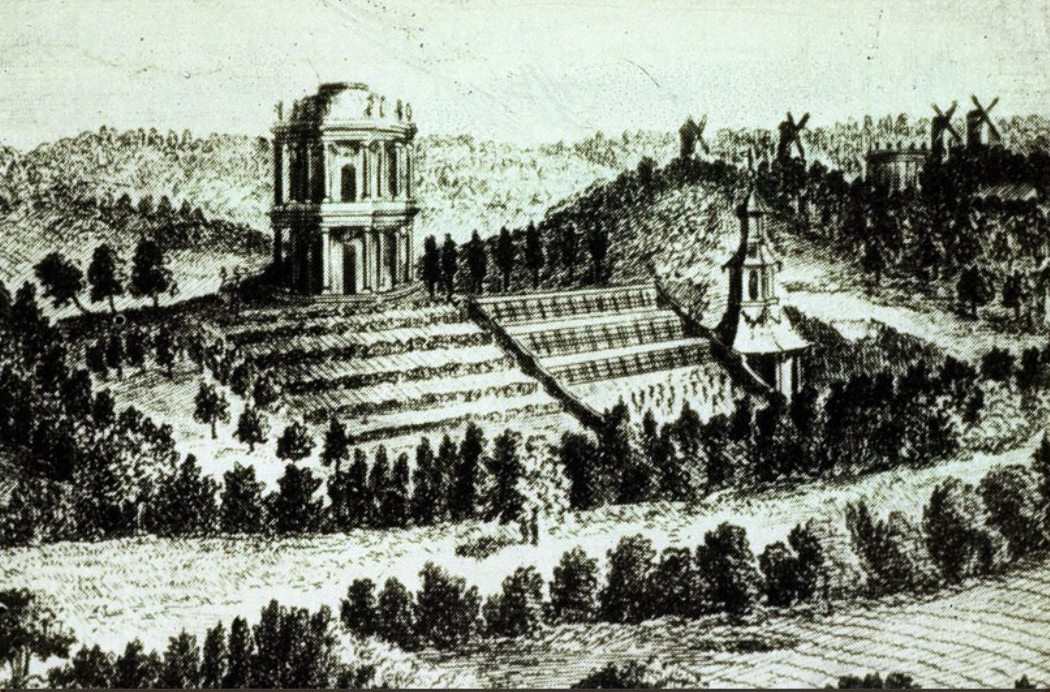
Blick auf den Weinberg am Klausberg mit Belvedere und Drachenhaus (1772)

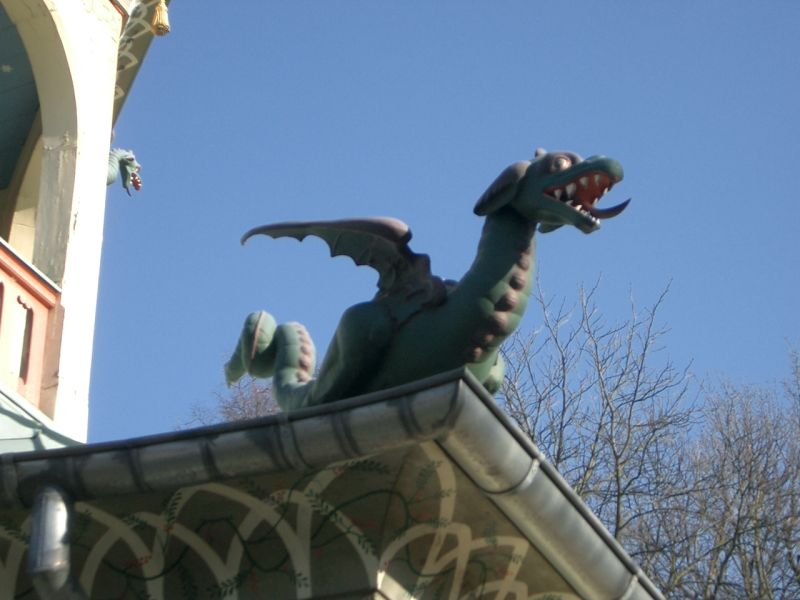
Drache am Drachenhaus

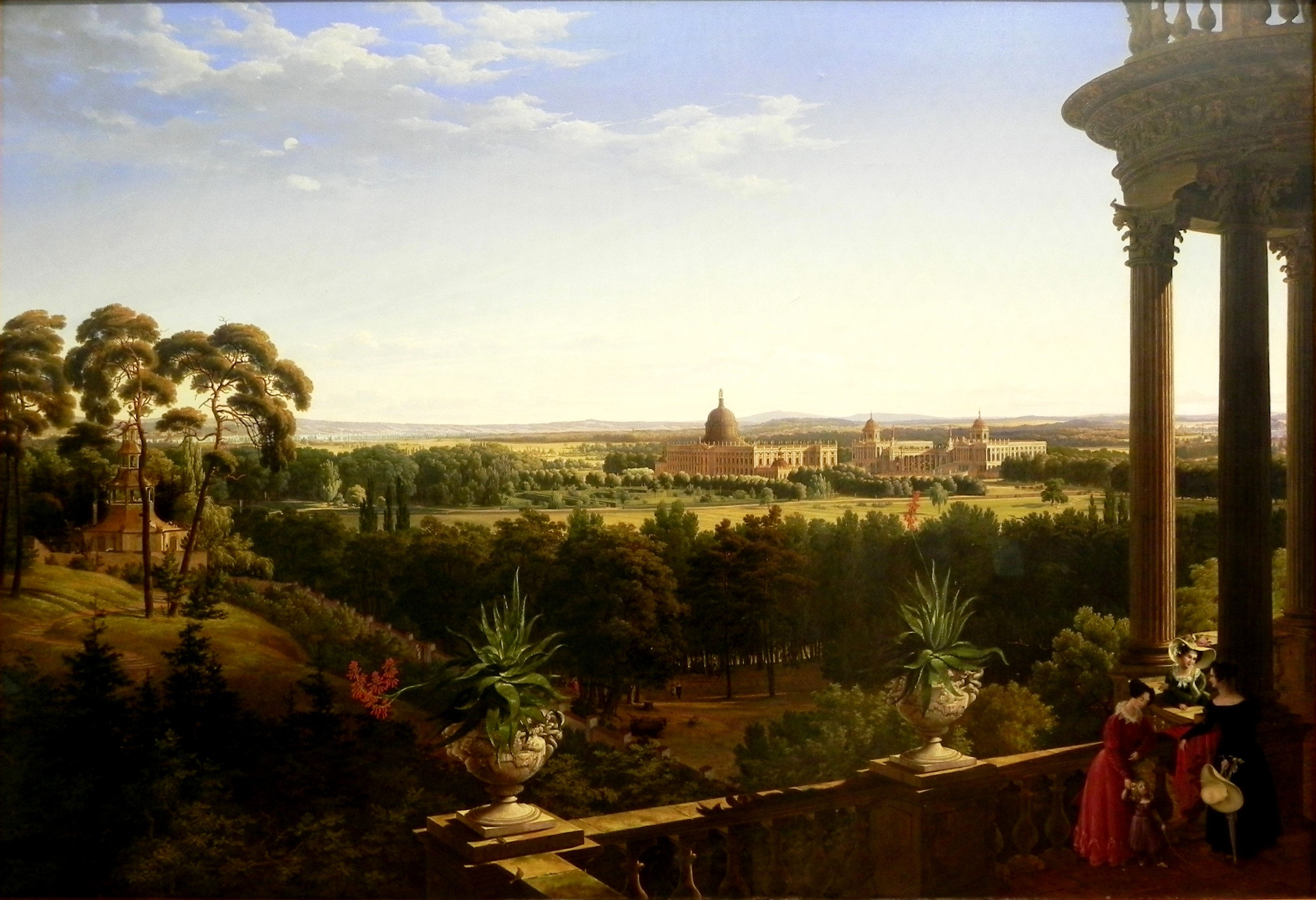
A. W. J. Ahlborn: Blick vom Belvedere auf das Neue Palais, links im Bild ist das Drachenhaus zu sehen

Das Drachenhaus auf dem Bornstedter Höhenzug, am Nordrand der Potsdamer Parkanlage Sanssouci, entstand von 1770 bis 1772 im Stil einer chinesischen Pagode. Das im Zeitgeschmack der Chinoiserie errichtete Gebäude entwarf Carl von Gontard nach den Vorgaben Friedrichs II. Die Pagode erhielt ihren Namen durch die Drachenfiguren an den Spitzen der geschwungenen Dächer.
Auf frühen Plänen (etwa zwischen 1770 und 1795) von „Potsdam und Umgegend mit Benutzung der Gartenpäne des Königl. Garten“ wird das Drachenhaus auch als „Der Chinesische Thurm“ bezeichnet.

## Geschichte
Sechs Jahre nach Fertigstellung des Chinesischen Hauses ließ Friedrich II. mit dem Drachenhaus ein weiteres Gebäude im chinoisen Stil errichten. Anregungen erhielt er durch die in London publizierten Werke des britischen Architekten Sir William Chambers „Designs of Chinese buildings, […]“ (deutsch: Entwürfe chinesischer Gebäude) von 1757 und „Plans, elevations, sections and perspective views of the gardens and buildings at Kew in Surry“ (deutsch: Pläne, Erhebungen, Teil- und Perspektivansichten der Gärten und Gebäude in Kew) von 1763. Als Vorbild für das Potsdamer Drachenhaus dienten die mehrgeschossige Ta-Ho-Pagode in der Nähe der südchinesischen Stadt Guangzhou und für die namengebenden Drachen die von Chambers entworfene Pagode in Kew Gardens.

### Architektur
Das auf oktogonalem Grundriss ruhende Drachenhaus reduzierte Gontard auf vier Geschosse, die sich nach oben verjüngen. Im breiter gelagerten Erdgeschoss, mit konkav einschwingenden Wänden, waren ein Flur, zwei Zimmer und eine Küche untergebracht. Die drei darüber liegenden Geschosse blieben offen und konnten für Wohnzwecke nicht genutzt werden. Die Spitzen der konkav geschwungenen Dächer wurden mit sechzehn vergoldeten Drachen und Quasten geschmückt. Die aus Blech getriebenen Drachen der Bildhauer Nathanael Eppen († vor 1786) und Gerhard Buschmann († 1783) mussten 1904 bei Restaurierungsarbeiten durch Kopien ersetzt werden. Das Gebäude erhielt einen grünen Anstrich. Auf die ockerfarbenen Pilaster wurden Wellenbänder mit kleinen Blumensträußen gemalt und über die Fensterbögen Chinesenköpfe.

### Nutzung
Das Drachenhaus war nicht nur schmückende Architektur, sondern auch als Wohnhaus für den Winzer des dort 1769 angelegten königlichen Weinbergs gedacht, der das Gebäude jedoch nicht bezog. Um das leer stehende Haus vor dem Verfall zu schützen, musste es 1787 restauriert werden. Anschließend bewohnten es die Aufseher des wenige Meter westlich liegenden Belvederes. Die ständige Nutzung erforderte Um- und Anbauten, die aus einem Plan von 1884 hervorgehen. Er zeigt einen weiteren Raum, eine Waschküche und drei Stallbauten. Seit 1934 wird das Drachenhaus gastronomisch genutzt.